# Ralph Harry
Ralph Lindsay Harry (10 mars 1917 - 7 octobre 2002) est un espérantiste australien.

## Biographie
Ralph Harry nait le 10 mars 1917 à Geelong, en Australie.